# Jeff Panacloc et Jean Marc : Les Voyageurs du temps
Jeff Panacloc et Jean Marc : Les voyageurs du temps est le 1er album de bande dessinée de la série Jeff Panacloc et Jean-Marc, publié en 23 mai 2018, scénarisé par Jeff Panacloc et Koa, dessiné par N. Flantier et mise en couleur par Mista Blatte.

## Histoire
Jeff Panacloc et Jean-Marc : Les voyageurs du temps est paru aux Éditions Jungle le 23 Mai 2018.
Il s'agit de la première Bande dessinée consacrée à l'univers de Jeff Panacloc.
La sortie de cet album donnera lieu à de nombreuses séances de dédicaces. 

## Résumé
Si Jeff et Jean-Marc pouvaient voyager dans le temps, s'ils pouvaient s'incruster dans les grands classique du cinémas tels que La Grande Vadrouille, Le Livre de la jungle ou encore Star Wars, s'ils pouvaient vivre pendant la Préhistoire et sauver Jeanne d'Arc du buché ou rencontrer le Président de la République française ?
Avec humour et fantaisie, cette bande dessinée est un enchainement de petites scènes avec les deux inséparables compères : Jeff Panacloc et Jean-Marc.

## Personnages principaux
- Jeff Panacloc, lui-même,
- Jean-Marc, singe meilleur ami de Jeff.